# الشركة الجهوية للنقل بمدنين
الشركة الجهوية للنقل بمدنين شركة حكومية تونسية مكلفة بالنقل العمومي للأشخاص عبر الحافلات في ولايتي مدنين وتطاوين وبينهما وولايات أخرى.

## المحطات و الوكالات
```
تتكون الشركة من ثماني محطات و وكالات رئيسية للنقل الجهوي والوطني.
```

| المحطات و الوكالات |
| وكالة بنقردان      |
| وكالة بني خداش     |
| وكالة حومة السوق   |
| وكالة مدنين        |
| وكالة ميدون        |
| وكالة جرجيس        |
| وكالة تطاوين       |
| وكالة غمراسن       |

بقية الخطوط الوطنية كخط بنقردان تونس هو من مشمولات الشركة الوطنية للنقل بين المدن كما أن للشركة خطوطا للنقل البلدي داخل مدن ولاية مدنين ومدن ولاية تطاوين.

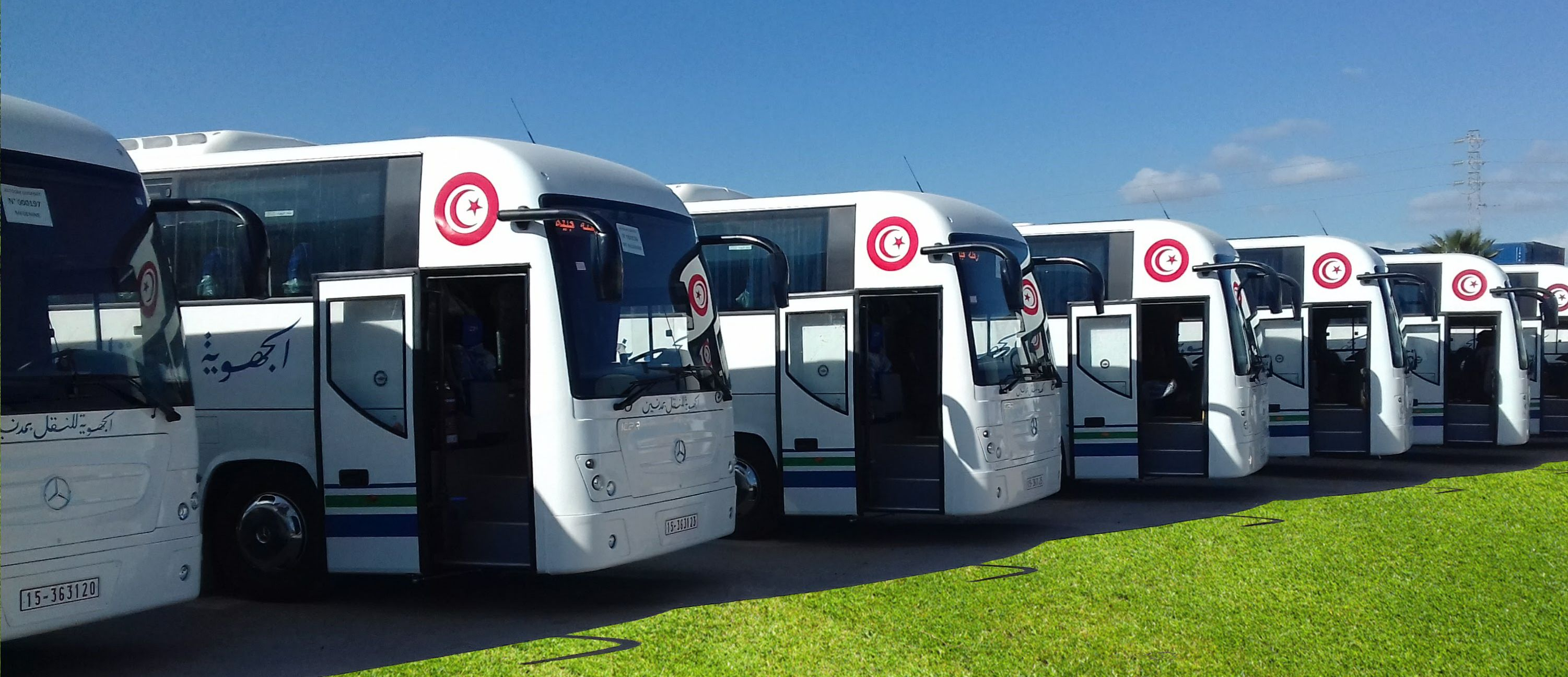
حافلات الشركة الجهوية للنقل بمدنين
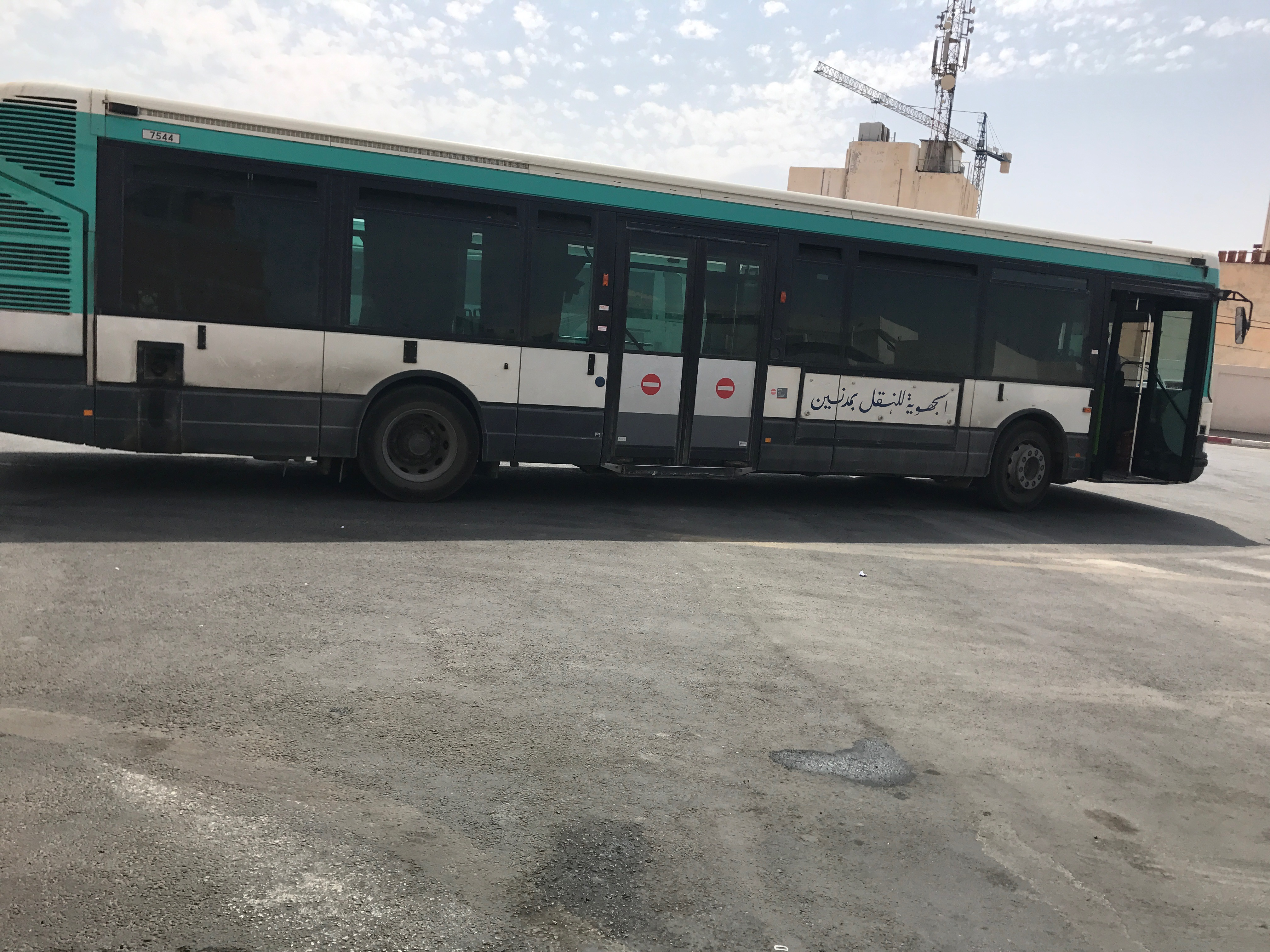
إحدى حافلات الشركة الجهوية للنقل بمدنين

## وصلات خارجية
- الموقع الرسمي للشركة الجهوية للنقل بمدنين.